# ヤマダコーポレーション
株式会社ヤマダコーポレーション（英: YAMADA CORPORATION）は、東京都大田区に本社を置く、産業用ポンプ等を製造する独立系機械メーカーである。
東京証券取引所スタンダード市場上場。創業100年以上の歴史を有する老舗である。

## 概要
創業100年を超える老舗企業で、産業用ポンプの専業メーカーである。
創業以来、創業家・山田家の同族経営で、堅実経営を貫く一方で、戦後の早い段階で東証2部上場を果たしながら、大規模メーカーに発展せず、現在も中規模メーカーの域にある。
一方、創業以来、高品質の製品を供給しており、全国的に「ヤマダのポンプ」は有名である。
昭和末期以降、海外展開や自動車メンテナンス機器事業への進出など、積極経営に転じている。

## 沿革
- 1905年（明治38年）- 山田重次郎が東京市芝区新堀町に工場を設け、バルブ及びコック類の製造を開始。
- 1923年（大正12年）- 山田正太郎が同工場を継承し、グリースポンプの製造に着手。
- 1939年（昭和14年）- 株式会社東京山田油機製作所（資本金18万円）に改組。
- 1947年（昭和22年）- 商号を山田油機製造株式会社に改称。
- 1962年（昭和37年）
  - 5月 - 本社を大田区馬込町東4丁目（現所在地）に移転。
  - 9月 - 東京証券取引市場第二部に上場。
- 1963年（昭和38年）- 神奈川県相模原市に主力工場として新工場建設。
- 1969年（昭和44年）- 資本金を6億円に増資。
- 1985年（昭和60年）12月 - オランダにYAMADA EUROPE B.V.を設立。
- 1986年（昭和61年）9月 - アメリカにYAMADA AMERICA,INC.を設立。
- 1990年（平成2年）
  - 3月 - シンボルマークを「ヤマダのポンプ」からYAMADAに変更。
  - 10月 - 商号を株式会社ヤマダコーポレーションに変更。
- 1996年（平成8年）- ISO9001の認証を取得する。
- 2004年（平成16年）- EC指令規格の適合を宣言する。
- 2005年（平成17年）- 創業100周年を迎える。
- 2007年（平成19年）- 中国にヤマダ（上海）ポンプ貿易有限公司を設立。
- 2014年（平成26年）‐ タイ（バンコク）に駐在員事務所を開設。
- 2016年（平成28年）- タイにYAMADA（THAILAND）Co.,Ltd設立。

## 事業所
- 本社：東京都大田区
- 営業所：札幌・仙台・名古屋・大阪・広島・福岡
- 工場：神奈川県相模原市
- 製商品物流センター：神奈川県相模原市
- 海外拠点：アメリカ・オランダ・中国・タイ